# Julia dos Santos
Julia dos Santos (* 1996) ist eine Schweizer Unihockeyspielerin. Sie steht beim Nationalliga-A-Vertreter Red Ants Rychenberg Winterthur unter Vertrag.

## Karriere

### Red Ants Rychenberg Winterthur
Dos Santos begann ihre Karriere bei den Red Ants Rychenberg Winterthur. 2013 gab sie ihr Debüt für die Red Ants. Während der Spielzeit absolvierte sie sieben Partien. Den Rest der Saison spielte sie in der U21-Mannschaft. Zur Saison 2016 wurde sie anschliessend in das Kader der ersten Mannschaft integriert.